# 아메리칸 스나이퍼 (책)
《아메리칸 스나이퍼: 미군 사상 최다 저격기록을 수립한 네이비 실의 전설적 저격수 크리스 카일》(American Sniper: The Autobiography of the Most Lethal Sniper in U.S. Military History)은 미국 네이비 실이던 크리스 카일의 회고록이다. 스콧 매큐언과 짐 드펠리스가 공동 집필하였다. 2012년 1월 2일 윌리엄 모로 앤드 컴퍼니에 의해 출간되었으며, 뉴욕 타임스 베스트셀러 목록에서 37주간 목록에 올라가 있었다.

## 영화화
이 책을 원작으로 한 동명의 영화가 2014년 11월 워너브라더스에 의해 공개되었다.